# Hartmut Göbel
Hartmut Josef Göbel (* 22. Dezember 1957 in Würzburg) ist ein deutscher Neurologe, Psychologe, Schmerztherapeut und Psychotherapeut.

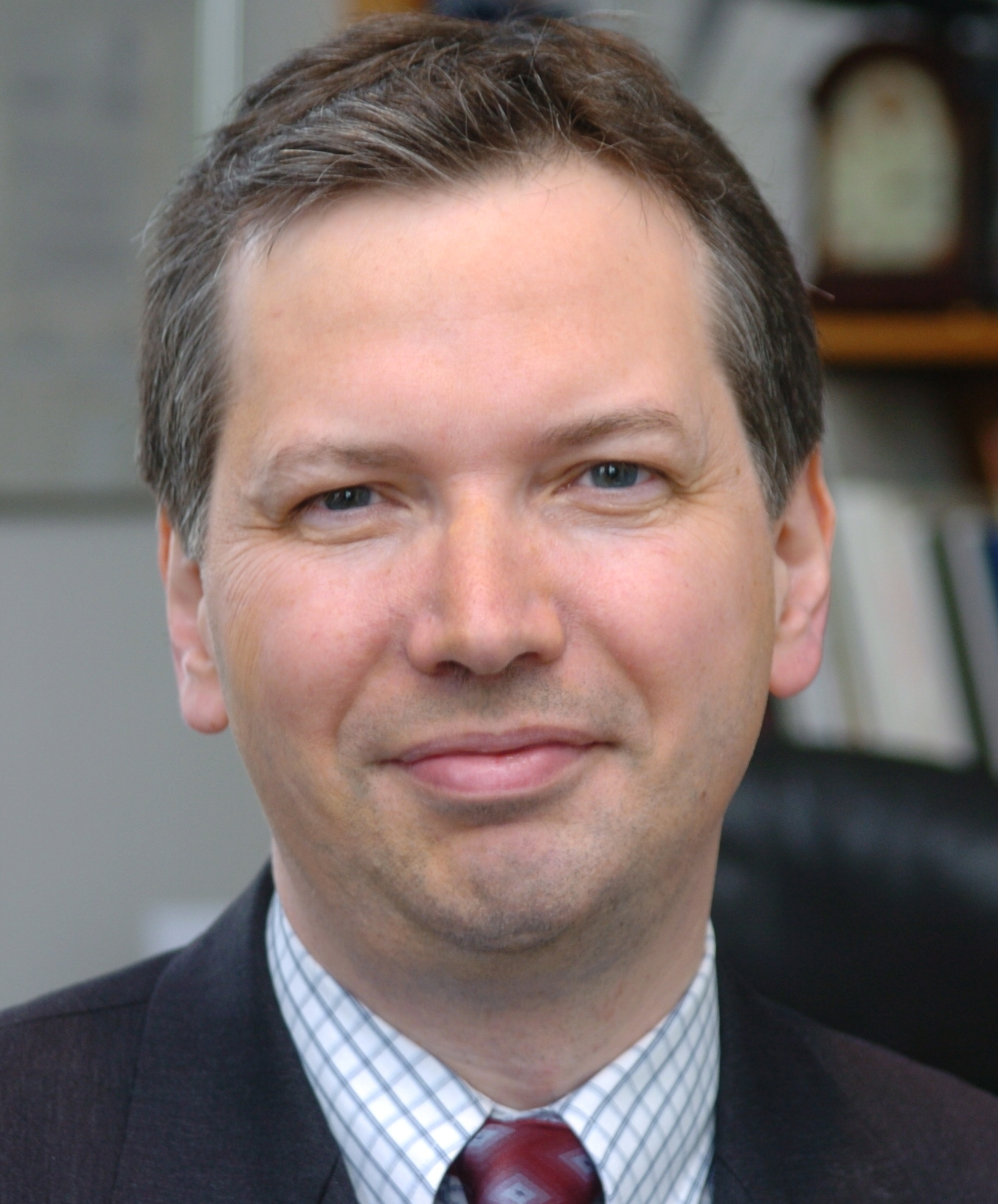
Hartmut Göbel, 2013

## Leben
Hartmut Göbel wuchs in Bergtheim in Unterfranken auf. Von 1969 bis 1976 besuchte er das Röntgen-Gymnasium Würzburg und von 1976 bis zum Abitur 1978 die Kollegstufe des Riemenschneider-Gymnasiums in Würzburg. Er studierte von 1978 bis 1985 Psychologie an den Universitäten Bamberg, Regensburg und Würzburg. Die Diplom-Prüfung für Psychologen legte er 1985 an der Julius-Maximilians-Universität Würzburg ab. Von 1979 bis 1986 studierte er im Doppelstudium Humanmedizin an der Technischen Universität München und der Universität Würzburg. Nach dem medizinischen Staatsexamen 1986 wurde er in Würzburg im Fach Humanmedizin zum Dr. med. mit einer Dissertation zur Psychophysik des Schmerzes promoviert.
Göbel war von 1986 bis 1987 wissenschaftlicher Assistent an der Abteilung Psychiatrie II der Universität Ulm. Von 1987 bis 1992 war er als wissenschaftlicher Assistent und ab 1992 als Oberarzt an der Klinik für Neurologie der Universität Kiel tätig. 1991 erfolgte die Anerkennung als Facharzt für Neurologie, 1991 der Erwerb der Zusatzbezeichnung Psychotherapie und 1998 der Zusatzbezeichnung Spezielle Schmerztherapie. 1992 wurde Göbel an der Christian-Albrechts-Universität Kiel im Fach Neurologie mit einer Arbeit zur experimentellen und klinischen Schmerzmessung habilitiert und 1999 zum außerplanmäßigen Professor ernannt.
Göbel gründete und konzipierte 1997 die Schmerzklinik Kiel, Klinik für neurologisch-verhaltensmedizinische Schmerztherapie, als Modellprojekt nach § 63 SGB V ff. in Kooperation mit der AOK Schleswig-Holstein und der Universität Kiel. Seit 1997 ist er ärztlicher Direktor und zusätzlich seit 2005 Geschäftsführer der Schmerzklinik Kiel.

## Wirken
Göbel baute ab 1989 eine spezielle Ambulanz für Migräne, Kopfschmerzen und neurologische Schmerzerkrankungen an der Klinik für Neurologie der Universität Kiel auf. Er führte 1992 die erste repräsentative bundesweite populationsbezogene Studie durch, die die Epidemiologie von Migräne und Kopfschmerzen in Deutschland aufschlüsselte und die individuelle Leidensproblematik als auch die gesellschaftlichen Auswirkungen thematisierte.
Daraus ergab sich die Motivation für den Aufbau einer spezialisierten Migräne- und Kopfschmerzambulanz sowie Intensivierung der Ausbildung in Schmerztherapie an der Universitätsklinik Kiel. 1994 initiierte und organisierte Göbel erstmals eine fachübergreifende Ringvorlesung zur Therapie chronischer Schmerzen an der medizinischen Fakultät. 1997 gründete er die Schmerzklinik Kiel als weltweit erste neurologisch-verhaltensmedizinische Schmerzklinik für die fach- und sektorenübergreifende spezialisierte Behandlung von Migräne, Kopfschmerzen und neurologischer Schmerzerkrankungen. Zusammen mit den Bundesverband der Clusterkopfschmerz-Selbsthilfe-Gruppen (CSG) e. V. gründete er weltweit das erste Clusterkopfschmerz-Kompetenzzentrum. In Hinblick auf die durch die externe Begleitforschung belegte nachhaltige klinische Effizienz bei gleichzeitiger Kostenreduktion wurde von bundesweit tätigen Krankenkassen die Übertragung des Versorgungskonzeptes auf das gesamte Bundesgebiet angestrebt. In Zusammenarbeit mit der Techniker Krankenkasse entwickelte Hartmut Göbel erstmals einen bundesweiten Integrationsvertrag für die koordinierte fach- und sektorenübergreifende Migräne- und Kopfschmerzbehandlung ohne Beschränkung durch Fachgrenzen und Vergütungssektoren. Mittlerweile sind fast alle großen Krankenkassen und Kassenverbände mit Verträgen zur integrierten Versorgung dem Versorgungsprojekt beigetreten. Das Projekt wurde 2012 als beste Umsetzung der integrierten Versorgung in Deutschland ausgezeichnet.
Hartmut Göbel ist Mitglied des Herausgeberboards mehrerer wissenschaftlicher Zeitschriften und war in wissenschaftlichen Gesellschaften tätig, wie zum Beispiel Generalsekretär der Deutschen Migräne- und Kopfschmerzgesellschaft, Vorsitzender der Weiterbildungsakademie der Deutschen Migräne- und Kopfschmerzgesellschaft, Sprecher des Arbeitskreises Neurologische Schmerztherapie der Deutschen Gesellschaft zum Studium des Schmerzes, Mitglied des Arbeitskreises Schmerz der Deutschen Gesellschaft für Neurologie, Mitglied der Kommission der Weltgesundheitsorganisation zur Erarbeitung der Internationalen Klassifikation von Schmerzerkrankungen, Gründungsmitglied der Deutschen interdisziplinären Vereinigung für Schmerztherapie, Delegierter der Deutschen Gesellschaft für Neurologie in der Deutschen interdisziplinären Vereinigung für Schmerztherapie, Vizepräsident der Deutschen Migräne- und Kopfschmerzgesellschaft, Mitglied des Education Committee der International Headache Society, Mitglied des Liaisonkomitees der European Federation of Neurological Societies, Vorsitzender eines Kopfschmerzklassifikationssubkomitees der International Headache Society, Herausgeber der Homepage der Internationalen Kopfschmerzklassifikation, der Selbsthilfe-Netzgemeinschaft headbook.me, des Schmerztherapieführers Schleswig-Holstein, der Migräne- und Kopfschmerzschule für die Vorbeugung und Behandlung von Kopfschmerzen bei Kindern und andere mehr. Er veröffentlichte über 450 Publikationen aus dem Gesamtgebiet der Schmerztherapie, Monographien, Originalarbeiten, Übersichten, Lehrbücher, Patientenratgeber, Computerprogramme, Apps und Compact-Discs. Er initiierte den berufsbegleitenden akademischen Masterstudiengang „Master of Migraine and Headache Medicine (MMHM)“ an der Christian-Albrechts-Universität zu Kiel. Dieser bundesweit erste universitäre Studiengang über 4 Semester zu diesem Themengebiet wurde zum Wintersemester 2021/22 gestartet und wird von Göbel geleitet.

## Auszeichnungen (Auswahl)
Hartmut Göbel erhielt u. a. folgende Auszeichnungen:
- Stipendiat des Cusanuswerkes
- Stipendiat der Studienstiftung des Deutschen Volkes
- Preis der Gedenkjahrstiftung für Wissenschaft 1988
- Deutscher Förderpreis für Schmerzforschung und Schmerztherapie 1989
- Preis der Medizinischen Gesellschaft zu Kiel 1990
- Janssen-Preis der European Headache Federation 1992
- Rudolf-Frey-Preis 1993
- Rudolf-Fritz-Weiss-Preis 1993
- Ehrenmitglied des Bundesverbandes der Cluster-Kopfschmerz-Selbsthilfegruppen 2002
- Gast-Professur Jefferson-University Philadelphia, Neurology, Headache Center, Pennsylvania, USA 2002
- Preis Financial Times Ideenpark Gesundheitswirtschaft 2009
- Preis für Gesundheitsnetzwerker 2012 (für die bundesweite beste Umsetzung im Bereich der integrierten Versorgung)
- Verdienstkreuz 1. Klasse des Verdienstordens der Bundesrepublik Deutschland 2013[21]
- Deutscher Schmerzpreis 2014
- Verdienstorden des Landes Schleswig-Holstein 2021[22]
- Ernennung zum DGS-Exzellenzzentrum der Deutschen Gesellschaft für Schmerzmedizin (DGS) 2022
- 1. Preis bundesweiter Award Patientendialog im Bereich der Schwerpunktversorgung 2022

## Schriften (Auswahl)
- Vergleich experimenteller tonischer Schmerzreize im Humanversuch. Dissertation, Julius-Maximilians-Universität, Würzburg 1986.
- Schmerzmessung. Theorie – Methodik – Anwendungen bei Kopfschmerz. G. Fischer, Stuttgart 1992, ISBN 3-437-11436-0.
- Die Kopfschmerzen. Springer, Berlin 1994; 3., aktualisierte Auflage 2012, ISBN 978-3-642-20694-8.
- Kopfschmerzen: Leiden, die man nicht hinnehmen muss. Springer, Berlin 1994; später: Erfolgreich gegen Kopfschmerzen und Migräne. 8., aktualisierte Auflage. Springer, Berlin 2016, ISBN 978-3-662-50492-5.
- H. Göbel, P. Buschmann: Schmerztherapie in Deutschland: Status und Perspektiven; Weiterentwicklung der gesetzlichen Krankenversicherung. AOK Schleswig-Holstein, Kiel 1997, ISBN 3-00-005168-6.
- ICD-10 Richtlinien für die Klassifikation und Diagnostik von Kopfschmerzen. Springer, Berlin 1999, ISBN 3-540-65242-6.
- B. Schockenhoff, H. Göbel: Spezielle Schmerztherapie. Urban und Fischer, München, Jena 1999, ISBN 3-437-21640-6.
- Kursbuch Migräne. Südwest, München 2003, ISBN 3-517-06674-5.
- Botulinumtoxin in der speziellen Schmerztherapie. UNI-MED, Bremen 2004, ISBN 3-89599-803-6.
- D. Rosenow, H. Göbel, V. M. Tronnier: Neurogener Schmerz: Management von Diagnostik und Therapie. Springer, Berlin 2005, ISBN 3-540-21482-8.
- Therapie primärer Kopfschmerzen in der Praxis. UNI-MED, Bremen 2003; 2., neubearbeitete Auflage 2006, ISBN 3-89599-335-2.
- A. W. Hugger, H. Göbel, M. Schilgen: Gesichts- und Kopfschmerzen aus interdisziplinärer Sicht. Springer, Berlin 2006, ISBN 3-540-23052-1.
- Migräne und Kopfschmerzen. Südwest, München 2006, ISBN 3-517-08192-2.
- „Weil ich mit Schmerzen leben muss…“ Interviews mit Schmerzpatienten. Random House, München 2008, ISBN 978-3-641-01003-4.
- Migräne. Springer, Berlin 2012, ISBN 978-3-642-25557-1.